# 스콘석

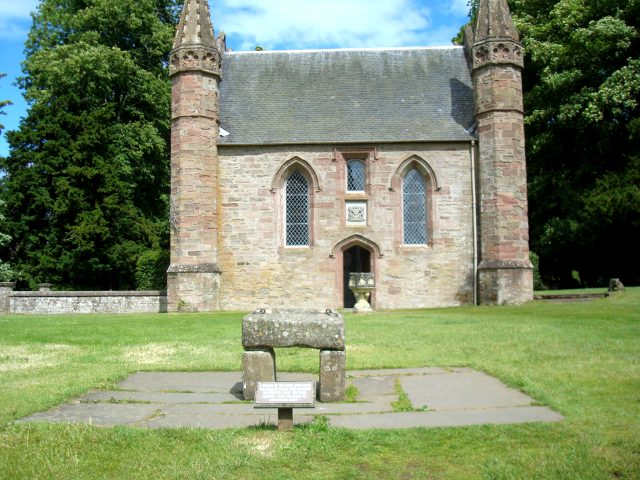
스콘석의 복제물

스콘석(Stone of Scone) 또는 기적의 돌(Stone of Destiny)은 여러 세기에 걸쳐 스코틀랜드 군주의 대관식에 쓰이다가 나중에 영국, 그레이트브리튼 및 잉글랜드의 군주의 대관식에 쓰였던 직사각형 토막의 붉은 빛의 사암이다. 잉글랜드에서는 대관식 돌(Coronation Stone)로 부른다.
스콘석은 왕위 계승에 중요한 역할을 담당했던 스코틀랜드 사람들의 자부심을 대표하는 상징이다. 1296년에 이 돌은 잉글랜드에 빼앗겨 웨스트민스터 사원로 옮겨졌는데 이는 스코틀랜드 거주민들의 분노를 샀다. 1950년 성탄절에 네 명의 스코틀랜드 학생들이 이 돌을 훔쳐서 자기 동네로 옮겼으나 경찰에 붙잡히고 돌은 다시 원래 있던 지역으로 이송되었다. 1996년에 이 돌은 스코틀랜드에 있어야 한다는 영국 정부의 결정에 따라 다시 스코틀랜드에 안장되었다.

## 참고 문헌
- 「이야기 영국사」김현수, 청아출판사

## 같이 보기
- 스톤 오브 데스티니
- 스코틀랜드의 역사